# Donald Joseph Bolen
Donald Joseph Bolen (Gravelbourg, 7 febbraio 1961) è un arcivescovo cattolico canadese, dall'11 luglio 2016 arcivescovo metropolita di Regina.

## Biografia
Donald Joseph Bolen è nato a Gravelbourg il 7 febbraio 1961 da Joseph e Rose Bolen.

### Formazione e ministero sacerdotale
Nel 1982 ha conseguito il Bachelor of Arts in lingua inglese e in studi religiosi presso l'Università di Regina. Nel 1986 è entrato nel seminario "San Paolo" di Ottawa. Nel 1989 ha ottenuto il baccalaureato in teologia presso l'Università di San Paolo a Ottawa. Nell'anno accademico 1989-1990 ha cominciato gli studi per il Master of Theology presso il medesimo ateneo che ha ripreso nell'anno 1993-1994 conseguendo il titolo di studio.
Il 12 ottobre 1991 è stato ordinato presbitero per l'arcidiocesi di Regina. In seguito è stato vicario parrocchiale della parrocchia di Estevan dal 1991 al 1993 e parroco in solido moderatore della parrocchia di Nostra Signora a Moose Jaw nel 1994. Nel 1994 è stato inviato nel Regno Unito per studiare all'Università di Oxford. Ha approfondito gli studi di ecumenismo analizzando i documenti della Commissione internazionale anglicano-cattolica romana (ARCIC). Nel 1997 ha interrotto gli studi per riprenderli nell'anno accademico 2000-2001 ottenendo il dottorato di ricerca in filosofia. È stato docente di teologia presso il Campion College dell'Università di Regina e presidente della commissione arcidiocesana per l'ecumenismo dal 1997 al 1999; amministratore parrocchiale della parrocchia di San Giovanni Battista a Regina dal 1997 al 1998; amministratore parrocchiale delle parrocchie di Milestone e di Lang dal 1998 al 1999; officiale del Pontificio consiglio per la promozione dell'unità dei cristiani dal 2000 al 2007, segretario della Commissione internazionale anglicano-cattolica romana per l'unità e la missione dal 2003 al 2008 e co-segretario della Commissione internazionale anglicano-cattolica romana dal 2003 al 2005; vicario generale dell'arcidiocesi di Regina, parroco delle parrocchie di San Giuseppe a Balgonie, di Sant'Agnese a Pilot Butte e della colonia di San Pietro a Kronau, presidente della commissione arcidiocesana per l'ecumenismo e titolare della cattedra Nash in religione del Campion College dell'Università di Regina dal 2007 al 2009.

### Ministero episcopale
Il 21 dicembre 2009 papa Benedetto XVI lo ha nominato vescovo di Saskatoon. Ha ricevuto l'ordinazione episcopale il 25 marzo successivo dall'arcivescovo metropolita di Regina Daniel Joseph Bohan, co-consacranti l'arcivescovo metropolita di Winnipeg James Vernon Weisgerber e il vescovo Brian Farrell, segretario del Pontificio consiglio per la promozione dell'unità dei cristiani.
Nel 2016 è divenuto noto a livello internazionale per il fatto di avere vissuto volontariamente in incognito per 36 ore come senzatetto. Questa iniziativa, promossa da un ente assistenziale, aveva come obiettivo la sensibilizzazione della gente sui problemi di questa categoria sociale.
L'11 luglio 2016 papa Francesco lo ha nominato arcivescovo metropolita di Regina. Ha preso possesso dell'arcidiocesi il 14 ottobre successivo.
Nel marzo del 2017 ha compiuto la visita ad limina.
In seno alla Conferenza dei vescovi cattolici del Canada è membro della commissione per l'unità dei cristiani, le relazioni religiose con gli ebrei e il dialogo interreligioso dal 2018. In precedenza è stato membro della commissione per la giustizia e la pace dal 2011 al 2018, co-presidente del dialogo anglicano-cattolico in Canada dal 2012 al 2019  e presidente della commissione per la giustizia e la pace dal 2014 al 2018.
È anche co-presidente della Commissione internazionale anglicano-cattolica romana per l'unità e la missione dal 2011. In precedenza è stato membro della Consultazione internazionale tra la Chiesa cattolica e l'Alleanza Evangelica Mondiale dal 2009 al 2016, membro del Pontificio consiglio per la promozione dell'unità dei cristiani dal 12 giugno 2012  e co-presidente della Commissione mista internazionale cattolica-metodista dal 2013 al 2016.
Nel 2008 è stato insignito della Croce di Sant'Agostino dall'arcivescovo di Canterbury Rowan Williams per il servizio ai rapporti tra la Chiesa cattolica e la Comunione anglicana. L'anno successivo ha tenuto la Nash Lecturer presso il Campion College dell'Università di Regina. Dal 2014 è compagno onorario del College of Emmanuel and St. Chad dell'Università del Saskatchewan.

## Genealogia episcopale e successione apostolica
La genealogia episcopale è:
- Cardinale Scipione Rebiba
- Cardinale Giulio Antonio Santori
- Cardinale Girolamo Bernerio, O.P.
- Arcivescovo Galeazzo Sanvitale
- Cardinale Ludovico Ludovisi
- Cardinale Luigi Caetani
- Cardinale Ulderico Carpegna
- Cardinale Paluzzo Paluzzi Altieri degli Albertoni
- Papa Benedetto XIII
- Papa Benedetto XIV
- Papa Clemente XIII
- Cardinale Marcantonio Colonna
- Cardinale Giacinto Sigismondo Gerdil, B.
- Cardinale Giulio Maria della Somaglia
- Cardinale Carlo Odescalchi, S.I.
- Cardinale Costantino Patrizi Naro
- Cardinale Serafino Vannutelli
- Cardinale Domenico Serafini, Cong. Subl. O.S.B.
- Cardinale Pietro Fumasoni Biondi
- Cardinale Ildebrando Antoniutti
- Arcivescovo Philip Francis Pocock
- Cardinale Aloysius Matthew Ambrozic
- Arcivescovo Daniel Joseph Bohan
- Arcivescovo Donald Joseph Bolen

La successione apostolica è:
- Vescovo Stephen Andrew Hero (2021)